# Oregon Challenger 2013
L'Oregon Challenger 2013 è stato un torneo di tennis facente parte della categoria ITF Women's Circuit nell'ambito dell'ITF Women's Circuit 2013. È stata la 1ª edizione del torneo che si è giocata a Portland negli Stati Uniti dal 15 al 21 luglio 2013 su campi in cemento e aveva un montepremi di $50,000.

## Partecipanti

### Teste di serie
| Nazionalità | Giocatrice       | Ranking* | Testa di serie |
| ----------- | ---------------- | -------- | -------------- |
| Stati Uniti | Lauren Davis     | 86       | 1              |
| Giappone    | Misaki Doi       | 97       | 2              |
| Stati Uniti | Alison Riske     | 102      | 3              |
| Giappone    | Kurumi Nara      | 126      | 4              |
| Stati Uniti | Shelby Rogers    | 140      | 5              |
| Canada      | Stéphanie Dubois | 157      | 6              |
| Stati Uniti | Grace Min        | 158      | 7              |
| Stati Uniti | Irina Falconi    | 163      | 8              |

- Ranking all'8 luglio 2013.

### Altre partecipanti
Giocatrici che hanno ricevuto una wild card:
- Krista Hardebeck
- Jamie Loeb

Giocatrici che sono passate dalle qualificazioni:
- Elizabeth Lumpkin
- Brianna Morgan
- Sally Peers
- Natalie Pluskota
- Nicole Melichar (lucky loser)

## Vincitrici

### Singolare
Kurumi Nara ha battuto in finale  Alison Riske con il punteggio di 3–6, 6–3, 6–3

### Doppio
Irina Falconi /  Nicole Melichar hanno battuto in finale  Sanaz Marand /  Ashley Weinhold con il punteggio di 4–6, 6–3, [10–8]